# Fibularhizoctonia
Fibularhizoctonia — рід грибів родини Atheliaceae. Назва вперше опублікована 1996 року.

## Класифікація
До роду Fibularhizoctonia відносять 3 види:
- Fibularhizoctonia carotae
- Fibularhizoctonia centrifuga
- Fibularhizoctonia psychrophila